# Las verdes praderas
Las verdes praderas es una película española dirigida por José Luis Garci en 1979, crítica feroz a la clase media aburguesada de la época de la Transición española.
Esta película de José Luis Garcí es, para algunos críticos, quizá, una de las más infravaloradas y desconocidas de su filmografía. Curiosamente y pese al paso del tiempo, su mensaje de crítica al consumismo de la clase media continúa plenamente vigente.
Luis García Berlanga le propuso añadir al final una escena en la que los personajes, tras quemar su chalé, veían otro en un anuncio y lo volvían a comprar.

## Argumento
El matrimonio Rebolledo, José (Alfredo Landa) y Conchi (María Casanova), con sus dos hijos, parecen la familia perfecta. Él tiene un buen trabajo en una compañía de seguros y su mujer le ama sinceramente. Pueden permitirse algunos caprichos y han adquirido un chalé en la Sierra de Guadarrama (Madrid), donde pasan los fines de semana en compañía de familia y amigos, haciendo deporte y barbacoas. Sin embargo, esta aparente felicidad esconde una sensación de profunda frustración por el estilo de vida escogido. 

## Reparto
| Actor/Actriz          | Personaje                     |
| --------------------- | ----------------------------- |
| Alfredo Landa         | José Rebolledo                |
| María Casanova        | Conchi                        |
| Carlos Larrañaga      | Ricardo González de Sotillo   |
| Ángel Picazo          | Don Enrique                   |
| Irene Gutiérrez Caba  | Madre de Conchi               |
| Pedro Díez del Corral | Alberto                       |
| Cecilia Roth          | Matilde, hermana de Conchi    |
| Enrique Vivó          | Gervasio                      |
| Jesús Enguita         |                               |
| Norma Aleandro        | Fidela                        |
| David Sinde           | Pepito                        |
| Elvira Sánchez        | Mati                          |
| José Luis Merino      |                               |
| Pedro Burmester       |                               |
| Mario Siles           |                               |
| Anastasio Campoy      |                               |
| Antonio Passy         |                               |
| Antonio Mercero       | Director comercial            |
| Claudio Rodríguez     | Locutor anuncio de segurfundo |

## Producción y rodaje
Las verdes praderas se rodó en la Comunidad de Madrid, en Madrid capital y en la Sierra del Guadarrama. El chalé central de la historia se ubica en la urbanización Las praderas.

## Premios
35.ª edición de las Medallas del Círculo de Escritores Cinematográficos
| Categoría              | Persona          | Resultado |
| ---------------------- | ---------------- | --------- |
| Mejor actor            | Alfredo Landa    | Ganador   |
| Mejor actor de reparto | Carlos Larrañaga | Ganador   |

## Curiosidades
- La localización del rodaje del chalé fue en la urbanización Las Praderas, urbanización que pertenece a la localidad de Cerceda, situada dentro del término municipal de El Boalo (Madrid). El chalé de los protagonistas se encuentra cerca de la intersección entre la avenida Central y la calle Primera, concretamente en Avda. Central 159, Jardín de los Geranios; puede leerse el cartel casi al final de la película, cuando Conchi (María Casanova) sale de la casa para entrar en el coche y regresar a Madrid.
-La música que suena en el hilo musical del edificio de Seguros La Confianza (aparentemente, la antigua sede de Telefónica en Recoletos 37) cuando salen de la sala de proyección, es la misma que suena en la película El crack en la crucial escena en la que el detective Germán Areta recoge en el colegio a la hija de su pareja.
- En El crack además de repetir el tándem Alfredo Landa - María Casanova, también aparece José Luis Merino, secundario de Las verdes praderas, como uno de los señores que juega al mus en el bar del pueblo.
- En El crack II, Areta visita al Abuelo, el comisario interpretado por José Bódalo, en su chalé de la sierra; aparentemente es la misma urbanización que la de Las verdes praderas.
- El director Antonio Mercero hace un pequeño cameo en esta película, como el director del anuncio de Seguros La Confianza, con el que da comienzo ésta. Además, la bufanda que lleva puesta, es la que José Luis Garci utiliza cuando rueda, y que incluso ha aparecido en escenas de otras películas, como la de Miguel Rellán y Manuel Tejada, dentro de un vestuario, en El Crack de 1981.
- Intervienen brevemente las actrices Cecilia Roth y Norma Aleandro, que entonces huían de la Dictadura militar argentina. Roth llegaría a triunfar plenamente en el cine español.
- La novela erótica que lee José Rebolledo en algunas secuencias de la película es "Ada o el ardor", de Vladimir Nabokov
- Alfredo Landa conduce un Seat 131 Supermirafiori 1430 matrícula M-0114-CW matriculado en septiembre de 1978. Este modelo salió al mercado en 1978 y la película está rodada entre finales de 1978 y principios de 1979.
- Tanto en la saga El Crack como en Solos en la Madrugada, Asignatura pendiente, Volver a Empezar y en las Verdes Praderas, se hace referencia a una Agencia de Seguros "La Confianza" y siempre hay alguien llamado "Rebolledo."